# Domenico Segreto
Domenico 'Mimmo' Segreto (Sciacca, 4 febbraio 1922 – Sciacca, 16 novembre 2010) è stato un politico italiano.

## Biografia
Insegnante di scuola elementare, esponente del Partito Socialista Italiano. Fu sindaco di Sciacca per tre diversi brevi mandati, nel 1957, 1965 e 1967.  
Nel 1968 venne eletto senatore della Repubblica con il PSI, rimanendo in carica per cinque legislature consecutive, dalla V alla IX. Fu anche vice presidente della commissione Antimafia. Concluse il mandato parlamentare nel 1987.
Morì nella propria città natale il 16 novembre 2010, all'età di 88 anni.